# 盔下口鯰
盔下口鯰，為輻鰭魚綱鯰形目甲鯰科的其中一種，為熱帶淡水魚，分布於南美洲亞馬遜河中游流域，體長可達32.5公分，棲息在底層水域，生活習性不明。

## 扩展阅读
維基物種上的相關：盔下口鯰